# الن برستین
الن برستین (به انگلیسی: Ellen Burstyn) (زاده ۷ نوامبر ۱۹۳۲) بازیگر اهل آمریکا است. او کارش را در تئاتر از اواخر دهه ۱۹۵۰ آغاز کرد، و در دهه بعدی در چندین فیلم و سریال تلویزیونی نقش ایفا کرد.
اجرای برستین در فیلم آخرین نمایش تصویر تولید ۱۹۷۱ او را برای اولین بار نامزد جایزه اسکار بهترین بازیگر نقش مکمل زن کرد، که باعث شد از آن به بعد به جای نقش مکمل، نقش‌های اول را بازی کند. او برای بار دوم برای نقش خود در فیلم جن‌گیر ساخت ۱۹۷۳ نامزد جایزه اسکار بهترین بازیگر نقش اول زن شد، و سپس به خاطر نقش خود در فیلم آلیس دیگر اینجا زندگی نمی‌کند ساخت مارتین اسکورسیزی، جایزه اسکار بهترین بازیگر نقش اول زن را دریافت کرد.
در سال ۱۹۷۵، جایزه تونی را به خاطر نقش اول خود در تئاتر برادوی همین موقع، سال بعد به دست آورد، و جایزه گلدن گلوب و نامزدی جایزه اسکار را برای نقش خود در نسخه سینمایی نمایش‌نامه دریافت کرد.
از دیگر فیلم‌های معروف او می‌توان به بازی در روزگار آدلین، محوطه، مرثیه ای برای یک رؤیا،
روز عضوگیری، اسرار غیبی انجمن خواهرانه یایا، هم‌اتاقی‌ها، یک روز شاد دیگر، فریب‌کار، صدا زدن، باشگاه گورستان، با توجه به گرتا، فرزندان توانا، تمام آرزوهای من، فرشته سنگی، دو مرد در شهر و وقتی که مردی زنی را دوست دارد اشاره کرد.

## کودکی
برستین که با نام ادنا ره گیلولی در دترویت، میشیگان زاده شد، فرزند «کورین ماری» و «جان آستین گیلولی»، یک پیمان‌کار ساختمان، بود. او اصل و نصب خود را «ایرلندی، فرانسوی» وصف کرده‌است. او به عنوان یک کاتولیک پرورش یافت ولی به تصوف تغییر دین داد، که روند این تغییر را در اتوبیوگرافی خود با جزئیات شرح می‌دهد. شروع کابورستین دیترویت میشیگان شروع شد، بورستین یک برادر بزرگتر، جک و یک برادر کوچکتر، استیو دارد. پدر و مادرش هنگام جوانی طلاق گرفتند و او و برادرانش با مادر و ناپدری خود زندگی کردند.
بورستین در دبیرستان فنی کاس، یک مدرسه مقدماتی دانشگاه حضور یافت که به دانشجویان اجازه می‌داد یک رشته تحصیلی خاص را انتخاب کنند. بورستین در تصویرگری مد افتخار دارد. در دبیرستان، او یک تشویق کننده، عضو شورای دانش آموزی و رئیس هر باشگاه درام بود. وی پس از ناکامی در کلاسهایش، در سال آخر دبیرستان خود را ترک کرد. به زودی پس از آن، بورستین به عنوان رقصنده کار کرد، و سپس یک مدل تا سن ۲۳ سالگی. او بعداً به دالاس نقل مکان کرد، جایی که به مدل‌سازی ادامه داد و در سایر مشاغل مد قبل از عزیمت به شهر نیویورک کار کرد. .
از سال ۱۹۵۵ تا ۱۹۵۶، بورستین به عنوان یک دختر رقصنده "دور از خانه ماً در نمایشگاه جکی گلیسون با نام اریکا دین ظاهر شد. سپس بورستین تصمیم گرفت که بازیگر شود و نام "الن مکراً را به عنوان حرفه ای خود انتخاب کرد. او بعداً نام خانوادگی خود را بعد از ازدواج در سال ۱۹۶۴ با نیل بورستین تغییر داد

## جوایز
| جایزهٔ اسکار | جایزهٔ اسکار                           | جایزهٔ اسکار                  | جایزهٔ اسکار | جایزهٔ اسکار |
| ----------- | ------------------------------------- | ---------------------------- | ----------- | ----------- |
| سال         | جایزه                                 | فیلم                         | نتیجه       |             |
| ۲۰۰۱        | جایزه اسکار بهترین بازیگر نقش اول زن  | مرثیه‌ای برای یک رؤیا         | نامزدشده    |             |
| ۱۹۸۱        | جایزه اسکار بهترین بازیگر نقش اول زن  | رستاخیز                      | نامزدشده    |             |
| ۱۹۷۹        | جایزه اسکار بهترین بازیگر نقش اول زن  | همین موقع، سال بعد           | نامزدشده    |             |
| ۱۹۷۵        | جایزه اسکار بهترین بازیگر نقش اول زن  | آلیس دیگر اینجا زندگی نمی‌کند | برنده       |             |
| ۱۹۷۴        | جایزه اسکار بهترین بازیگر نقش اول زن  | جن‌گیر                        | نامزدشده    |             |
| ۱۹۷۲        | جایزه اسکار بهترین بازیگر نقش مکمل زن | آخرین نمایش تصویر            | نامزدشده    |             |

| جایزهٔ بفتا | جایزهٔ بفتا                  | جایزهٔ بفتا                   | جایزهٔ بفتا | جایزهٔ بفتا |
| ---------- | --------------------------- | ---------------------------- | ---------- | ---------- |
| سال        | جایزه                       | فیلم                         | نتیجه      |            |
| ۱۹۷۶       | جایزهٔ بفتا بهترین بازیگر زن | آلیس دیگر اینجا زندگی نمی‌کند | برنده      |            |

| جایزهٔ گلدن گلوب | جایزهٔ گلدن گلوب                                                               | جایزهٔ گلدن گلوب              | جایزهٔ گلدن گلوب | جایزهٔ گلدن گلوب |
| --------------- | ----------------------------------------------------------------------------- | ---------------------------- | --------------- | --------------- |
| سال             | جایزه                                                                         | فیلم                         | نتیجه           |                 |
| ۲۰۰۱            | جایزه گلدن گلوب بهترین بازیگر زن فیلم درام                                    | مرثیه‌ای برای یک رویا         | نامزدشده        |                 |
| ۱۹۸۲            | جایزه گلدن گلوب بهترین بازیگر زن در مینی‌سریال یا فیلم تولید شده برای تلویزیون | مردم در مقابل ژان هریس       | نامزدشده        |                 |
| ۱۹۸۱            | جایزه گلدن گلوب بهترین بازیگر زن فیلم درام                                    | رستاخیز                      | نامزدشده        |                 |
| ۱۹۷۹            | جایزه گلدن گلوب بهترین بازیگر زن در فیلم موزیکال-کمدی                         | همین موقع، سال بعد           | برنده           |                 |
| ۱۹۷۵            | جایزه گلدن گلوب بهترین بازیگر زن فیلم درام                                    | آلیس دیگر اینجا زندگی نمی‌کند | نامزدشده        |                 |
| ۱۹۷۴            | جایزه گلدن گلوب بهترین بازیگر زن فیلم درام                                    | جن‌گیر                        | نامزدشده        |                 |
| ۱۹۷۲            | جایزه گلدن گلوب بهترین نقش مکمل زن                                            | آخرین نمایش تصویر            | نامزدشده        |                 |

| جایزه امی برای برنامه‌های تلویزیونی سر شب | جایزه امی برای برنامه‌های تلویزیونی سر شب      | جایزه امی برای برنامه‌های تلویزیونی سر شب | جایزه امی برای برنامه‌های تلویزیونی سر شب | جایزه امی برای برنامه‌های تلویزیونی سر شب |
| ---------------------------------------- | --------------------------------------------- | ---------------------------------------- | ---------------------------------------- | ---------------------------------------- |
| سال                                      | جایزه                                         | فیلم                                     | نتیجه                                    |                                          |
| ۲۰۱۳                                     | بازیگر نقش مکمل برجسته در سریال کوتاه یا فیلم | جانوران سیاسی                            | نامزدشده                                 |                                          |
| ۲۰۰۹                                     | بازیگر مهمان برجسته در سریال درام             | قانون و نظم: واحد قربانیان ویژه          | برنده                                    |                                          |
| ۲۰۰۸                                     | بازیگر مهمان برجسته در سریال درام             | عشق بزرگ                                 | نامزدشده                                 |                                          |
| ۲۰۰۶                                     | بازیگر نقش مکمل برجسته در سریال کوتاه یا فیلم | خانم هریس                                | نامزدشده                                 |                                          |
| ۱۹۸۷                                     | بازیگر نقش اول برجسته در سریال کوتاه یا فیلم  | تالار افتخارات هالمارک                   | نامزدشده                                 |                                          |
| ۱۹۸۱                                     | بازیگر نقش اول برجسته در سریال کوتاه یا فیلم  | مردم در مقابل ژان هریس                   | نامزدشده                                 |                                          |